# エモやんの10倍プロ野球 セリーグ編
『エモやんの10倍プロ野球 セリーグ編』（エモやんのじゅうばいぷろやきゅう　セリーグへん）は野球を題材にしたファミリーコンピュータ向けゲーム。発売元はヘクト。発売日は1989年12月19日。セ・リーグ編と銘打ってはいるが、選手名・球団名は日本野球機構からの承諾を得ていないため、非実名となっている。なお、エンディングで「じかい　パリーグへんでおあいしましょう」と語られていたパ・リーグ編、および1990年11月に発売が予定されていたゲームボーイ版『エモやんの20倍プロ野球』は製作途中で発売中止になった。

## 概要
エモやんこと元プロ野球選手江本孟紀の監修。スポーツの評論家や選手が監修を手がけるゲームの先駆けにあたる。タイトルの由来は江本著のベストセラー『プロ野球を10倍楽しく見る方法』から。
当時の人気野球ゲームの良い部分を取り入れ、そこに大きくオリジナリティを加えたかなり先進性を持った作品になっている。具体的には『ファミスタ』のようなキャラクターと守備の操作感、『ベストプレープロ野球』的な選手1人1人の細かいデータ設定、BGMも球団別応援曲プラス各球団の中心選手の専用応援曲を採用。そしてなにより『燃えろ!!プロ野球』や『スーパーリアルベースボール』で見られた投球・打撃のコースの概念をさらに発展させてゲームの核としている。投球はまずコースを決め、次に十字キーで球種を決めて投げ、打撃は相手の投手が投げるコースを予測し、タイミングを設定して打つ、という実際の試合を模し、リアルさを追求したシステムだった。このシステムは後の野球ゲームでは多少コース、タイミングがズレてもバットに当たるようになるなど改良されているが、当時はファミコンの性能の限界もあり、なかなか融通の利かないものでもあった（予測が外れた状態でスイングするとほとんどの確率で空振り、運が良くバットに当たっても凡退する）。その一方、ホームランバッターはインコース高めの投球にヤマを張りタイミング良くバットを振ると高確率でホームランになる、ピッチャーは打者が一度空振りしたコース目掛けて投球すると簡単に三振を奪える…など、パターンをつかむと簡単に勝てるゲーム、との意見もある。しかしコントロールをミスしての手痛い一発や、高めの絶好球と思い込んで打ちにいった球が変化球で凡退するなど、そう単純に攻略は出来ないゲームバランスの高さ、本物の野球に近いリアリティを備えたゲームである。なお、野球ゲームとしては珍しく1人プレイ専用であり対戦プレイは出来ない。

## 登場チーム
ダイコンズ (Daikons)
名古屋のチーム。スパルタ指導で知られるほしせん監督の元で若手が開花し、1988年シーズンは見事優勝。先発・抑えとも充実した投手陣、大技・小技の効いた打撃陣はリーグトップクラスだが守備には若干の不安も見られる。モデルは中日ドラゴンズ。
カッポレズ (Cappores)
きたべぽ、おうのう、かわうち、ちだと、まさに投手王国と呼ぶにふさわしいピッチングスタッフを揃える中国地方のチーム。その一方で打線は破壊力に乏しく「2対1などサッカーのような試合を展開する」と説明書にも書かれている。監督は同チームの4番バッターだったこうじぃ。モデルは広島東洋カープ。
ジージャンズ (G-Jans)
球界一の老舗チーム。主砲はらたつ、外人クロマチを中心とする野手陣、エースくあたを中心とする投手陣は共にリーグ随一の層の厚さを誇る。説明書でも左ピッチャーの不足やこの年からコンバートされたはらたつの外野守備が未知数な点などを不安材料として挙げてはいるが、「精神面のもろささえなければ優勝最右翼チーム」とチーム力を高く評価している。監督はだんでぃ。モデルは読売ジャイアンツ。
スマイルズ (Smiles)
若手育成に定評があるじいさま監督のもと、ここ2〜3年で急激に若手選手が伸びてきたチーム。「ぷんぷん丸」の愛称を持つゆけやまや、ひろさお、パリシュなどホームランバッターがそろっており、「1番〜5番までのバッターで500本塁打も可能」と語る上級者もいる。しかし投手陣はいまいちパッとせず、序盤から乱打戦になったり、リードが終盤にあっさり覆されるケースも多い。モデルはヤクルトスワローズ（現・東京ヤクルトスワローズ）。
タイヤーズ (Tires)
「泣く子も喜ぶ」と説明書では形容されている関西の人気チームだが、投手陣、野手陣ともに小粒で、戦力不足は否めない。打撃面では特に昨シーズンに4番打者と強力な外国人助っ人を失ったことが打線の軽量化に拍車をかけている。この2人の退団にも見られるようにお家騒動が十八番で、「歴代のスタープレイヤーで円満に去った者は皆無に近い」と説明書でも指摘されている。監督は同チームのエースだったざとぺく。モデルは阪神タイガース。
ウェーブス (Waves)
ここ20年優勝から遠ざかっている、港町の弱小チーム。投手陣はにいうら、なきやま、えんどるらなかなかの選手層を誇る。打撃面ではたきぎ、やしゅきなどの機動力を生かして好機を作るが、ポンタとパーチョ以外に一発が期待できない貧弱な打線がそのチャンスをなかなか活かせず、カッポレズでかつて黄金時代を築いた名将・こばあ監督をもってしても苦しい戦いが続いている。モデルは横浜大洋ホエールズ（現・横浜DeNAベイスターズ）。